# Chadisra curvipenis
Chadisra curvipenis — вид метеликів родини зубницевих (Notodontidae). Описаний у 2021 році. Ендемік Нікобарських островів. Відомий з єдиного зразка, зібраного на південно-західному узбережжі острова Великий Нікобар.